# 鎌倉十七
鎌倉 十七（かまくら としち（じゅうしち）、生没年不詳）は鎌倉出身の大相撲力士。
寛永頃（1624年-1645年）に活躍。黒柳 左茂右衛門（畔柳）ともいった。身長六尺二寸（188cm）体重三十一貫（121kg）。慶安年間に鳥取藩池田侯の抱え力士となり八人扶持七十石を賜ったという。
高原市兵衛星（後市入）咄には鎌倉十七の名の由来について、鎌倉にて名立たる相撲取りを集めて勧進相撲を行った際に本方（地元勢）が大きく勝ち越して寄方（遠征勢）から誰か出るものがいないのかとなった時に寄方の屋形から出て本方の相撲取りを片っ端から片付けてしまった。このとき十七歳だったことから「日の下開山鎌倉十七」と讃えられこれが名乗りとなったという。
また「相撲鬼拳」（宝暦頃の書）には65歳の雲州抱え力士箕の島権太左衛門（前名相州鎌倉十七）が池田侯の要望で明石志賀之助と立合いお国と江戸で見事破ったという。
鳥取市立川町の広徳寺には鎌倉十七の墓があり、力士の墓としては最古のものとされる。